# David Prachař
David Prachař (* 15. ledna 1959 Praha) je český herec, syn českého herce Ilji Prachaře a také otec herce, zpěváka a moderátora Jakuba Prachaře a herečky a zpěvačky Mariany Prachařové.

## Studium a herecká kariéra
Po maturitě na Gymnáziu Budějovická v roce 1978 vystudoval roce 1982 herectví na pražské DAMU a poté dostal angažmá v Divadle S.K. Neumanna. Postupně hrál v Divadle E. F. Buriana, Činoherním klubu, v letech 1994–2002 v Divadle Komedie a roku 2002 se stal členem Činohry Národního divadla.
Získal Ceny Alfréda Radoka – v roce 1994 za roli Hamleta a roku 2001 za roli Fausta.
Od roku 1997 daboval herce Michaela Shankse (dr. Daniel Jackson) v seriálu Hvězdná brána.
V roce 2000 získal Cenu Františka Filipovského za dabing filmu Život je krásný.
V roce 2007 získal Cenu Thálie za mimořádný mužský herecký výkon roku 2006, a to za roli v monodramatu Novecento (Magické piáno), které uvádí pražské Divadlo Viola.
Nyní ho můžeme vídat v Národním divadle, v Divadle Viola, v Divadle v Dlouhé a v Divadle Palace. V roce 2006 vystupoval v seriálu Ordinace v růžové zahradě 2.
V letech 2017–2019 a poté opět od roku 2023 hraje postavu mjr. Pavla Vondráčka v seriálu Specialisté.
V roce 2018 načetl audioknihu Důmyslné umění, jak mít všechno u pr**le (vydala Audiotéka) a v roce 2019 audioknihu Promrhané dny (vydala Audiotéka).
Od roku 2020 do 2022 hrál v seriálu Slunečná postavu Leoše Kratiny.

## Rodinné vazby
David Prachař je podruhé ženatý a má celkem pět dětí.
- Dana Batulková (* 16. března 1958) – první manželka
  - Jakub Prachař (* 30. srpen 1983)
  - Mariana Prachařová (* 17. duben 1994)
- Linda Rybová (* 15. říjen 1975) – současná manželka
  - Rozárie Prachařová (* červenec 2003)
  - Josefína Prachařová (* 2004)
  - František Prachař (* leden 2008)[4]

S rodinou se z malé garsonky v pražských Nuslích odstěhoval za Prahu, kde zrekonstruovali starý mlýn. Ale v zimě rodina využívá i svůj pražský byt.

## Filmografie (výběr)
- Oddechový čas
- Kouzelné dobrodružství
- Schůzka se stíny
- Narozeniny režiséra Z.K.
- Ve vlaku je šerif
- Kdo probudí Pindruše?
- Černovláska
- Zlatý ostrov
- Třináctery hodiny
- Ohrožené prázdniny
- Motýl na anténě
- Milostivé léto
- Giroflé-Giroflá
- Světýlka z blat
- Jánošova kouzelná flétnička
- Ať ten kůň mlčí
- Nexus
- Třetí noc pro čaroděje
- Agáta
- Isabela, vévodkyně Bourbonská
- Den, kdy nevyšlo slunce
- Falešné obvinění
- Stříbrná vůně mrazu
- Vyprávěj
- Ďáblova lest (2009)
- Jménem krále (2009)
- Ať žijí rytíři! (2009)
- Expozitura
- Specialisté (2017–2019)
- Ohnivý kuře (2016–2018)
- Hans im Pech (2018)
- Slunečná (od 2020)
- Dobré zprávy (2022–2023)

## Dabing
- Garfield – Jon Q. Arbuckle

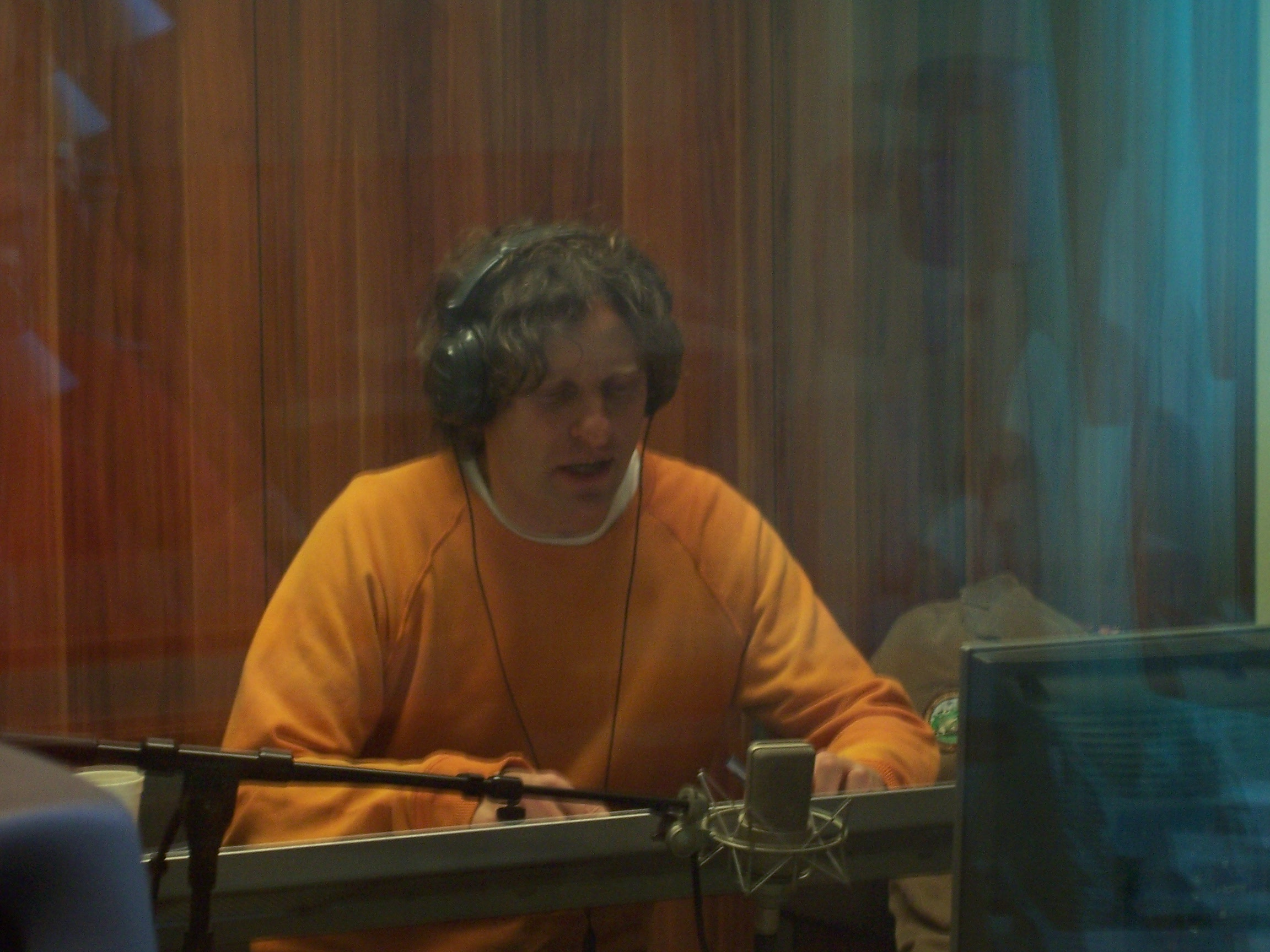
David Prachař v dabingovém studiu

- Garfield a přátelé – Jon Q. Arbuckle
- Život je krásný
- 101 dalmatinů – Roger
- Bořek stavitel – Bořek
- Harry Potter a vězeň z Azkabanu – Sirius Black
- Shrek – Shrek
- Noc v muzeu – Larry Daley
- Medicopter 117 – Frank Ebelsieder
- M.A.S.H. – "Trapper" John McIntyre
- Harry Potter a Ohnivý pohár – Sirius Black
- Harry Potter a Fénixův řád – Sirius Black
- Posel Smrti 2 a 3 – Darren Michaels
- Hvězdná brána – Daniel Jackson
- Hvězdná brána: Archa pravdy – Daniel Jackson
- Hvězdná brána: Návrat – Daniel Jackson

## Divadelní role
- Národní divadlo
  - Okruh osob 3.1
  - Faust, můj hrudník, má přilba
  - Coriolanus (William Shakespeare)
  - Dobrý člověk ze Sečuanu (Bertolt Brecht)
  - Eldorádo
  - Cyrano z Bergeracu (Edmond Rostand)
  - Naši furianti (Ladislav Stroupežnický)
  - Úklady a láska (Friedrich Schiller)
  - Duše – krajina širá
  - Malá hudba moci (Pavel Kohout)
  - Richard III. (William Shakespeare)
  - Rock'n'roll
  - Tři životy – benefice Vlasty Chramostové
  - Nosorožec (Eugène Ionesco)
  - Kráska a zvíře, role: Zvíře (František Hrubín)
  - Bakchantky, role: Kadmos (Eurípidés)
  - Pýcha a předsudek, (Jane Austenová)
  - Hordubal, role: Míša, Bača (Karel Čapek )
  - Wernisch, (Ivan Wernisch )
  - Privatizace, role: Petr Kellner
- Divadlo Viola
  - Novecento